# دلتای ولگا

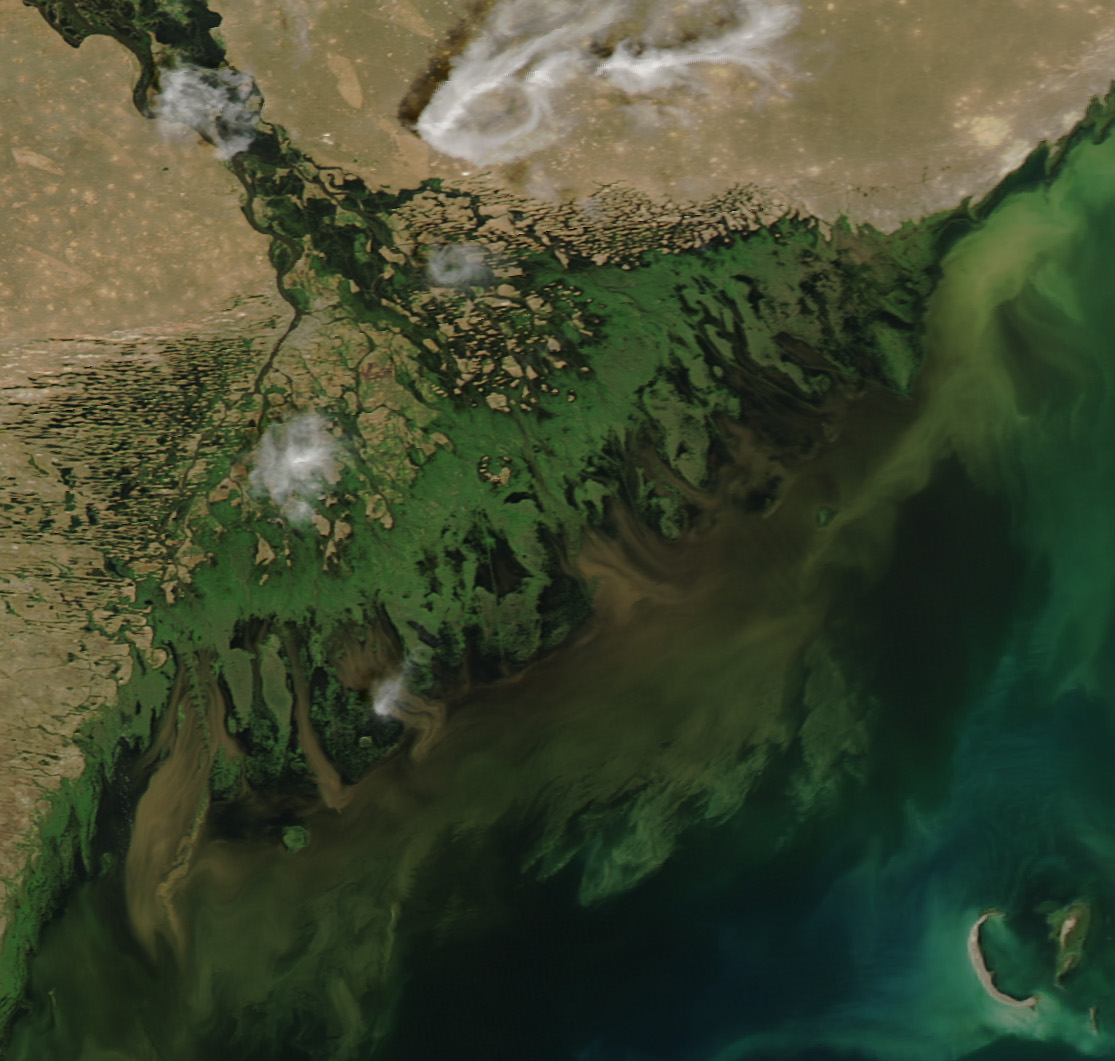
دلتای ولگا در شمال‌غرب دریای خزر

دلتای ولگا (انگلیسی: Volga Delta) بزرگ‌ترین دلتای رودخانه‌ای در اروپا است که در محل رسیدن رود ولگا بزرگ‌ترین سامانه رودخانه‌ای اروپا به دریای خزر در استان آستراخان روسیه در شمال‌شرقی جمهوری قالموقستان پدید آمده‌است. این دلتا در محل چاله خزر تشکیل شده و بخش شرقی آن تا خاک قزاقستان ادامه یافته‌است. دلتای ولگا از حدود ۶۰ کیلومتری پایین‌دست شهر آستراخان به دریای خزر می‌پیوندد.
دلتای ولگا در سده گذشته به دلیل تغییرات سطح آب دریای خزر گسترش زیادی یافته‌است. در سال ۱۸۸۰ مساحت دلتا حدود ۳٬۲۲۲ کیلومتر مربع بوده که امروزه پهنه‌ای به مساحت ۲۷٬۲۲۴ کیلومتر مربع و عرض ۱۶۰ کیلومتر را می‌پوشاند. دلتای ولگا دارای الگوی کلاسیک دلتا است و در اقلیم بیابانی و کم‌باران واقع شده‌است. در سال‌های عادی این منطقه در ماه ژانویه و ژوئیه کمتر از یک اینچ باران دریافت می‌کند. بادهای قوی نیز اغلب با جاروب کردن سطح دلتا، تلماسه‌های خطی را پدید آورده‌اند.